# Alfés
Alfés és un municipi de la comarca del Segrià.
Dins del seu terme municipal es trobava l'Aeròdrom d'Alfés i l'antic poble de Vinfaro.

## Història
Una de les primeres mostres de la presència dels grups humans prehistòrics en aquest territori corresponen a un abric amb pintures rupestres, conegut com a Abric d'Alfés. Descobert per Adolf Costafreda i altres membres del Grup de Recerques "La Femosa", al voltant de 1972, van ser estudiades en primera instància per Luis Díez-Coronel. Es tracta d'un grup de cabres mascles, de conservació extremadament fràgil, testimoni creencial dels grups caçadors epipaleolítics (10.000-6.500 anys abans del present) autors de l'anomenat Art llevantí; el més singular i genuí de les arts dels avantpassats. Aquest jaciment amb art i tots els de les terres de Lleida han estat declarats per la UNESCO Patrimoni Mundial des del 1998 sota el nom administratiu convencional d'Art Rupestre de l'Arc Mediterrani de la península ibèrica. Amb tot, dels 26 santuaris catalogats a les terres de Lleida, el 88,45% no tenen algun tipus de protecció, cosa que suposa un perill extrem per a la conservació d'aquest fràgil i excepcional patrimoni.
L'origen de la població és sarraí com a evidència el seu topònim així com diverses troballes arqueològiques. La primera notícia documental sobre el poble és de 1197 com a pertanyent a les corts de Lleida.

## Cultura
L'església parroquial està dedicada a Sant Pere. És romànica i consta de tres naus. L'absis és semicircular i està decorat amb mènsules en estil de transició del romànic al gòtic. El campanar és de planta quadrada i es va construir posteriorment. El temple va quedar pràcticament en ruïnes després de la Guerra Civil espanyola i va ser reconstruït a la fi de la dècada de 1980.
El nucli antic de la ciutat, conegut com la Vileta, manté la seva estructura medieval de vila emmurallada i tancada. Queden restes d'una de les portes d'entrada a la vila.

## Geografia
- Llista de topònims d'Alfés (Orografia: muntanyes, serres, collades, indrets..; hidrografia: rius, fonts...; edificis: cases, masies, esglésies, etc).

## Demografia
| 1497 f | 1515 f | 1553 f | 1717 | 1787 | 1857 | 1877 | 1887 | 1900 | 1910 |
| ------ | ------ | ------ | ---- | ---- | ---- | ---- | ---- | ---- | ---- |
| 44     | 59     | 63     | 137  | 313  | 501  | 610  | 590  | 654  | 712  |

| 1920 | 1930 | 1940 | 1950 | 1960 | 1970 | 1981 | 1990 | 1992 | 1994 |
| ---- | ---- | ---- | ---- | ---- | ---- | ---- | ---- | ---- | ---- |
| 647  | 652  | 528  | 529  | 496  | 403  | 349  | 345  | 339  | 339  |

| 1996 | 1998 | 2000 | 2002 | 2004 | 2006 | 2008 | 2010 | 2012 | 2014 |
| ---- | ---- | ---- | ---- | ---- | ---- | ---- | ---- | ---- | ---- |
| 345  | 334  | 328  | 331  | 317  | 321  | 323  | 337  | 342  | 315  |

| 2016 | 2018 | 2020 | 2022 | 2024 | 2026 | 2028 | 2030 | 2032 | 2034 |
| ---- | ---- | ---- | ---- | ---- | ---- | ---- | ---- | ---- | ---- |
| 326  | 313  | 297  | 300  | 281  | -    | -    | -    | -    | -    |